# Обыкновенный общественный ткач
Обыкнове́нный обще́ственный ткач (лат. Philetairus socius) — птица из семейства ткачиковых. Единственный вид в роде обыкновенных общественных ткачей.

## Описание вида
Всё тело птицы покрыто бледно-коричневым оперением с тёмными вкраплениями; перья «окаймлены». Крылья чёрно-коричневые с белыми полосками, протягивающимися продольно на крыле. Лапы и клюв кремового оттенка, область глаз покрыта чёрными перьями. Половой диморфизм практически отсутствует.
Естественная среда обитания — саванны Ботсваны, Намибии и ЮАР. В настоящее время вид не находится под угрозой исчезновения.

## Гнёзда
Общие гнёзда общественных ткачей достигают 8 м в длину и 2 м в высоту. Они объединяют до 300 отдельных гнёзд и напоминают гигантские стога сена, свисающие с деревьев или телеграфных столбов. 